# Luft
 Der er for få eller ingen kildehenvisninger i denne artikel, hvilket er et problem. Du kan hjælpe ved at angive troværdige kilder til de påstande, som fremføres i artiklen.

Luft er en samling af gasser, partikler og dampe som udgør Jordens atmosfære. Mennesker (samt de fleste andre landdyr) er afhængige af luftens oxygen for at kunne trække vejret. Planter omsætter luftens kuldioxid vha. fotosyntese. For de fleste planter er dette den eneste kilde til kulstof.
Da lufttrykket aftager jo højere op i atmosfæren man kommer, er det nødvendigt at øge trykket i flykabiner. I undervandsbåde og ved dykning anvendes der ofte trykluft.

## Sammensætning
| stof ved havoverfladen                | andel i % | kommentar                                 |
| ------------------------------------- | --------- | ----------------------------------------- |
| Fast andel                            |           |                                           |
| nitrogen (kvælstof)                   | 78,1      | N2, grundstof                             |
| oxygen (ilt)                          | 20,9      | O2, grundstof                             |
| argon                                 | 0,9       | Ar, ædelgas, grundstof                    |
| neon                                  | 0,0018    | Ne, ædelgas, grundstof                    |
| krypton                               | 0,0001    | Kr, ædelgas, grundstof                    |
| helium                                | 0,0005    | He, ædelgas, grundstof                    |
| hydrogen (brint)                      | 0,00005   | H2, grundstof                             |
| xenon                                 | 0,000009  | Xe, ædelgas, grundstof                    |
| Variabel andel                        |           |                                           |
| vand (vanddamp og vanddråber - skyer) | 0-4       | H2O, molekyle, årstids- og døgn-afhængigt |
| carbondioxid (kuldioxid, kultveilte)  | 0,042     | CO2, molekyle, årstids- og døgn-afhængigt |
| methan (methangas)                    | 0,0002    | CH4, molekyle, årstids- og døgn-afhængigt |
| ozon (oxygen)                         | 0,000004  | O3, grundstof                             |

Desuden en mindre bestanddel af andre gasser (svovldioxid og ammoniak).
Kilde: http://www.met.fsu.edu/explores/atmcomp.html Arkiveret 13. januar 2004 hos  Wayback Machine.
Ved en temperatur på 40°C kan luft indeholde 0-7% vanddamp. Andelen af vanddamp afhænger af temperatur og tilgængelig fugtighed, begrænset opad til vandets mætningstryk. Indholdet af vanddamp og overgangen mellem vand i gasform, væskeform og fast form er væsentlig for vejret.
Mængden af kuldioxid varierer. I nærheden af vegetation vil det være en stærk døgnlig variation. Den gennemsnitlige variation over et år er omkring 6,5 ppmV (milliontedele af det totale rumfang). Desuden øges mængden med 1,2 – 1,4 ppmV årligt. Den gennemsnitlige koncentration nåede, i februar 2010, 390 ppmV (0,0390%), hvor det førindustrielle niveau lå på 278 ppmV, 315 ppmV i 1958, 330 ppmV i 1974 og 353 ppmV i 1990. Denne drivhusgas udgør en stor del af den globale opvarmning.
Metan er en anden drivhusgas som også øges: 0,800 ppmV i førindustriel tid, 1,585 ppmV i 1985, 1,663 ppmV i 1992 og 1,676 ppmV i 1996.
Sammensætningen af atmosfæren varierer med højden. Luftens sammensætning varierer specielt ved respiration: luft som pustes ud har et højere indhold af vanddamp og kuldioxid end luft som trækkes ind.

## Fysiske egenskaber

### Tæthed
I atmosfæren er tætheden ved vandets overflade 1,293 kg/m³ ved 0°C og 1,204 kg/m³ ved 20°C.
Tør luft har molarmassen 28,9644 g/mol (normalatmosfæren). Da molarmassen af vanddamp kun er cirka 18 g/mol er fugtig luft lettere end tør luft.

### Tryk
Uddybende artikel: Lufttryk
Vægten af en tænkt vertikal luftsøjle betegner i statikken lufttryk. Lufttrykket varierer efter hvor på jordoverfladen det måles. Beskrivelsen af variationerne i lufttrykket udgør en vigtig del af den meteorologiske forståelse. Lufttrykket over en kvadratmeter af jordoverfladen svarer til en vægt af omkring 10 tons.

### Luftfugtighed
Uddybende artikel: Luftfugtighed
Mængden af vanddamp i luften kan angives enten som relativ luftfugtighed, absolut luftfugtighed eller specifik luftfugtighed. Mængden af vanddamp er begrænset af vandets damptryk, hvilket betyder at dugpunktet også kan benyttes for at bestemme luftfugtigheden.

### Varme
Specifik varmekapacitet
{\displaystyle c_{p}} = 1,005 kJ/(kg K) = 0,279 kWh/(ton K) (ændring ved konstant tryk)
{\displaystyle c_{v}} = 0,718 kJ/(kg K) = 0,199 kWh/(ton K) (ændring ved konstant volumen)

### Lyd
I normalatmosfæren er lydens hastighed 331,5 m/s.

### Lys
Brydningsindekset i luft er under normale forhold omkring 1,00029 for synligt lys. Brydningsindekset afhænger først og fremmest af luftfugtigheden, og i mindre grad af trykket, temperaturen og luftens øvrige sammensætning.

## Luftforurening
Uddybende artikel: Luftforurening
Forekomsten af skadelige eller uønskede stoffer udgør forureningen af luft. Begrebsmæssigt forekommer luftforurening på forskellige skalaer: Indendørs forurening, lokal luftforurening, regional eller langtransporteret luftforurening og global luftforurening. På hver skala er der fokus på forskellige stoffer, og der benyttes forskellige midler for at reducere forureningen.

### Eksempel på indendørs forurening
Ophobning af radon fra lokale stenarter bekæmpes bedst ved at forhindre opstigende radon fra undergrunden i at trænge ind i bygninger og ved god udluftning.
Udskillelse af formaldehyd eller andre flygtige organiske forbindelser fra bygningsmaterialer og overfladebehandlingsmidler som lak og maling kan være akut giftigt.

### Eksempel på lokal luftforurening
Udslippet fra biltrafikken har ført til omfattende sundhedsskader, ved blytilsætning i benzin (nu afskaffet i Danmark), nitrogenoxider og partikler.

### Eksempel på regional eller langtransporteret luftforurening
Udslippet af nitrogenoxider og flygtige organiske forbindelser danner, sammen med sollys, ozon som i høje koncentrationer er sundhedsskadeligt og skadeligt for planter.
Udslippet af nitrogenoxider og svovl danner, efter omdannelse i skyerne, sur nedbør som skader specielt vandlevende organismer i områder som ikke har tilstrækkelig buffer-kapacitet.
Udslippet af nitrogenoxider har en gødskningseffekt som i udsatte områder udgør et bidrag til overgødskning.

### Eksempel på global luftforurening
Udslip af CFC-gasser har ført til nedbrydning af stratosfærisk ozon og en tilhørende øget skadelig indstråling i de berørte områder.
Udslip af drivhusgasser har ved sin forøgelse af kosmisk stråling ført til en stigning i jordens gennemsnitstemperatur og en tilhørende øget dynamik i vejret.